# Ореол (Halo)
Ореол (англ. Halo) — вымышленная мегаструктура и оружие массового поражения (в галактическом масштабе), а также считающееся абсолютным оружием, в серии игр Halo. Управляющий ореолами искусственный интеллект называет их «установками» (англ. installations), а в целом создатели ореолов, предтечи, называют их «массивом» (англ. the array). Противники землян в серии игр, Ковенант, называют структуры «святыми кольцами», считая их частью великого религиозного пророчества, известного как «Великий Путь» (англ. «The Great Journey»). Согласно произведениям, входящим во франшизу Halo, предтечи построили кольца, чтобы сдерживать и изучать Потоп, расу инопланетных паразитов. Кольца также действуют как оружие последней надежды: активированные, кольца убивают всю разумную жизнь, которая может стать добычей Потопа, чтобы паразит умер из-за недостатка пищи. Установки являются ключевым элементом сюжета серии Halo.
Ореолы представляют собой огромные кольцевые миры, со своей дикой природой и погодой. Они напоминают «Мир-Кольцо» Ларри Нивена по своей форме и конструкции. Структура, на которой развертывается действие Halo: Combat Evolved, изначально должна была быть планетой с выдолбленным центром, однако в ходе разработки было решено перейти к кольцевому дизайну.

## Обзор

### Дизайн и разработка
Впервые мегаструктура в форме кольца была использована Ларри Нивеном в романе «Мир-Кольцо» (1970). Нивен описывал свою конструкцию как промежуточный шаг между сферой Дайсона и планетами. Кольцо Нивена имело радиус более 150 млн км и ширину около 1,6 млн км. Оно намного превосходило размерами кольца во вселенной Halo, имеющие радиус 8000 км. Представленные в играх Ореолы имеют металлическую внешнюю часть. На внутренней стороне кольца находится атмосфера, вода, растительная и животная жизнь. Огромная стена на сторонах структуры, а также центробежная сила, возникающая из-за вращения кольца, препятствует утечке окружающей среды в космос. На внешней поверхности можно увидеть стыковочные порты и окна, что позволяет предположить, что часть структуры кольца является полой и используется для ремонтных работ, жилья и производства энергии.
До того, как было анонсировано название новой игры, на ранних стадиях разработки, действие первой игры серии должно было происходить на огромной, выдолбленной изнутри планете под названием «Solipsis». Позже планета была заменена сферой Дайсона, а потом кольцом Дайсона.
Ореол из игры Halo: Combat Evolved должен был быть населён крупными животными, собирательно называемыми «Фауна». Фауна включала «псевдо-динозавров» и млекопитающих, а также похожих на Чокобо животных, на которых могли ездить игроки. Позже животные были убраны из-за технических и концептуальных причин: разработка искусственного интеллекта, обеспечивающего стадное поведение, столкнулась с трудностями, и было решено сконцентрироваться на главных аспектах геймплея (игрового процесса). Также отсутствие на кольце крупных форм жизни увеличивало таинственность Ореола и делало появление Потопа более ужасающим и неожиданным.

### Научный анализ
В 2006 году физик Кевин Грэзье опубликовал эссе, в котором рассмотрел состав и проблемы, связанные с постройкой Ореола. Полные Ореолы, представленные в играх Halo: Combat Evolved и Halo 2 обращаются вокруг юпитероподобных газовых гигантов, но имеющих больший размер: эти небесные тела имеют характеристики как планеты типа Юпитера, так и небольшой звезды. В таких системах имеется пять точек, в которых тело небольшой массы будет оставаться неподвижным по отношению к двум более крупным телам в системе: газовому гиганту и его спутнику. Эти области известны как точки Лагранжа. Из пяти точек Лагранжа две являются стабильными (расположенные в 60° впереди и позади спутника), а три являются метастабильными — неустойчивыми по отношению к возмущениям в одном из направлений. Поскольку Ореол расположен в точке L1, конструкция должна постоянно корректировать свою орбиту. Наблюдаемая сила тяжести на Ореолах близка к земной. Ореол должен вращаться с тангенциальной скоростью 7 километров в секунду, чтобы гравитация на нём соответствовала земной. Таким образом, он должен совершать 19,25 оборотов в сутки.
Помимо нестабильности позиции, Ореол должен противостоять тысячам ударов метеоров и микрометеоров, которые могут дестабилизировать или разрушить его. В играх нет указаний на наличие какого-либо энергетического щита, отражающего такие удары. Магнитное поле газового гиганта будет создавать на Ореоле высокие уровни излучения. Землю защищает от заряженных частиц её собственное магнитное поле. Грэзье указывает, что огромные проводящие кабели могут проходить по кругу Ореола. Прохождение тока по таким кабелям создаст магнитное поле, которое позволит поддерживать жизнь на Ореоле.
В играх спектроскопический анализ состава колец не дал результата, что предполагает, что кольца построены из неизвестного материала (унобтаний). Если бы для постройки Ореола использовались известные людям и Ковенанту материалы, наиболее приемлемыми были бы, например, лёгкие стальные сплавы. Считая, что структура кольца является полой на 50 %, кольцо радиусом 5000 км, состоящее из стального сплава, должно было бы иметь среднюю плотность 7,7 грамм на см³, что соответствует общей массе 1,7⋅1017 кг. Количество вещества, требуемое для постройки кольца, соответствует общей массе пояса астероидов Солнечной системы.

## Установки

### Установка 04
Установка 04, также называемая Ореол Альфа, появляется в игре Halo: Combat Evolved. Большая часть игрового процесса развёртывается на этой установке, и её исследование является движущей силой сюжета. Кольцо управляется искусственным интеллектом, который известен под именем 343 Guilty Spark и находится в системе Соэлл вблизи газового гиганта, известного как Порог. Ореол обращается вокруг единственного спутника Порога, имеющего довольно большие размеры, который называется Основа.
Группа людей на борту корабля Pillar of Autumn, преследуемая Ковенантами, совершает аварийную посадку на кольце. Кольцо имеет большое религиозное значение для Ковенанта, в то время как люди полагают, что это оружие, способное изменить исход войны в их пользу. На деле оказывается, что кольцо поражено заразным паразитом под названием Потоп, угрожающего поразить всю галактику, которого случайно освобождает Ковенант. Главный герой игры, Master Chief, в конце игры детонирует реакторы Pillar of Autumn, чтобы дестабилизировать кольцо и разрушить его, предотвратив таким образом распространение Потопа и активацию сети Ореолов, которая уничтожила бы всю разумную жизнь, чтобы лишить Потоп источника пищи. В ходе событий игры Guilty Spark вспоминает предыдущую активацию сети, которую режиссёр кинематографики компании Bungie Джозеф Стейтен относит к периоду времени за 100000 лет до событий игры, которые проходят в 2552 году.

### Установка 05
Во время событий Halo 2, Ковенант и люди обнаруживают второе кольцо, Установку 05 или Ореол Дельта. Лидеры Ковенанта хотят активировать установку, считая, что она послужит ключом к их спасению. В то же время, Потоп, возглавляемый разумным существом под названием Прото-Могильный разум, осаждает корабль-город Ковенанта, High Charity. После того, как Арбитр, священный воин Ковенанта, был убеждён в истинности той опасности, которую представляют Ореолы, группа людей и Ковенантов предотвращают активацию кольца. Неожиданная остановка активирует протокол безопасности, делающий возможным удалённую активацию остальных Ореолов из места, известного как Ковчег (англ. Ark).

### Ковчег
Ковчег, также упоминаемый под названием Установка 00, находится вне галактики и служит для постройки и управления системой Ореолов. Во время событий игры Halo 3, Ковенант обнаруживает портал на Земле, который ведёт к Ковчегу. Их преследуют люди и отколовшаяся от Ковенанта фракция, препятствующая активации колец. Gravemind, похитивший High Charity, также совершает аварийную посадку на установке. Удалённая активация колец останавливается Мастер Чифом и Арбитром. Чтобы остановить угрозу Потопа, Мастер Чиф решает активировать Ореол, который строится Ковчегом взамен уничтоженного в игре Halo: Combat Evolved. Активация разрывает недостроенный Ореол и сильно повреждает Ковчег. Мастер Чиф, Кортана и Арбитр пытаются сбежать через портал, который закрывается, когда они входят в него. Мастер Чиф и Кортана остаются дрейфовать в космосе, а Арбитр возвращается на Землю.